# Melipotis
Melipotis är ett släkte av fjärilar. Melipotis ingår i familjen nattflyn.

## Bildgalleri

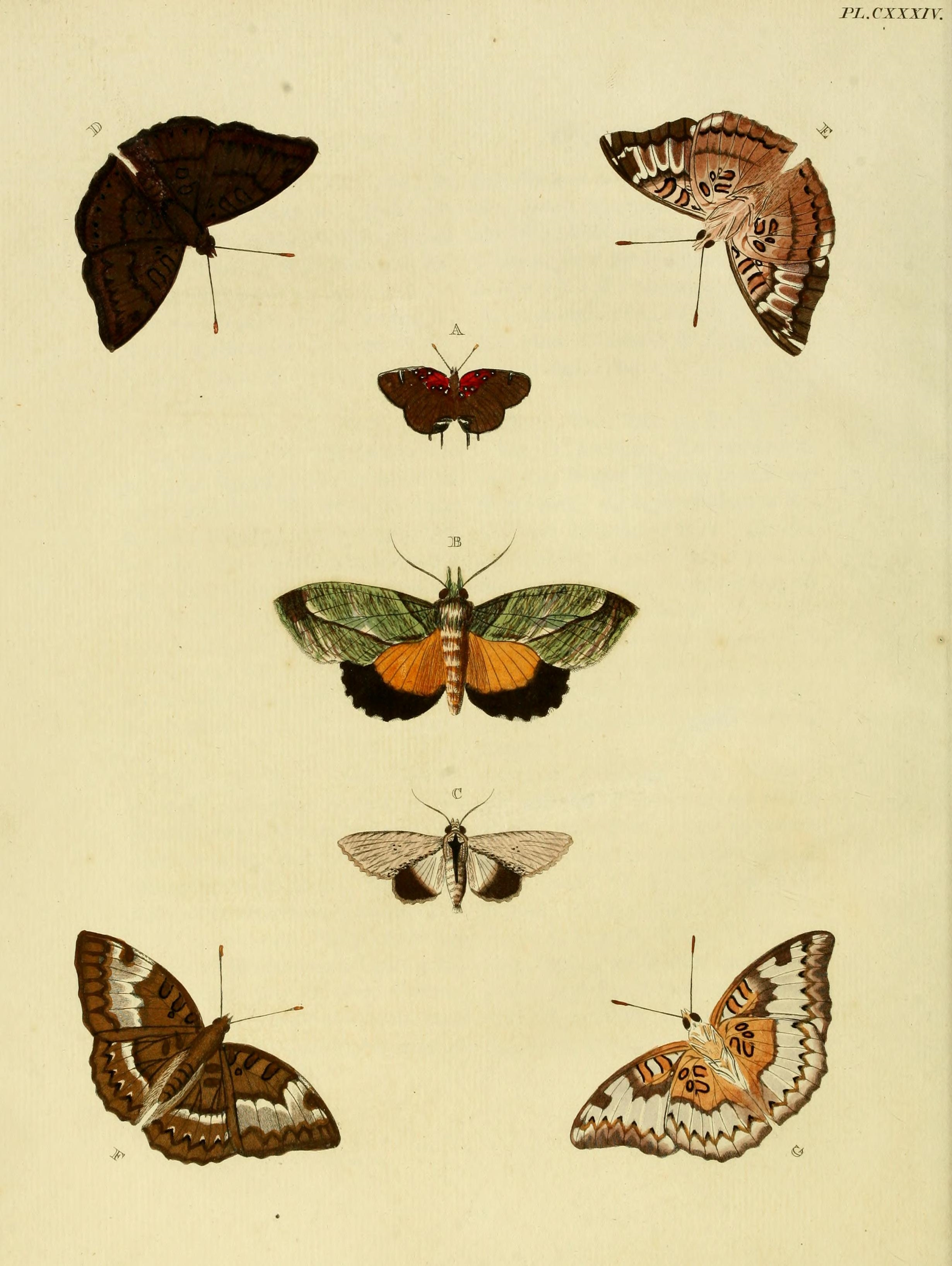
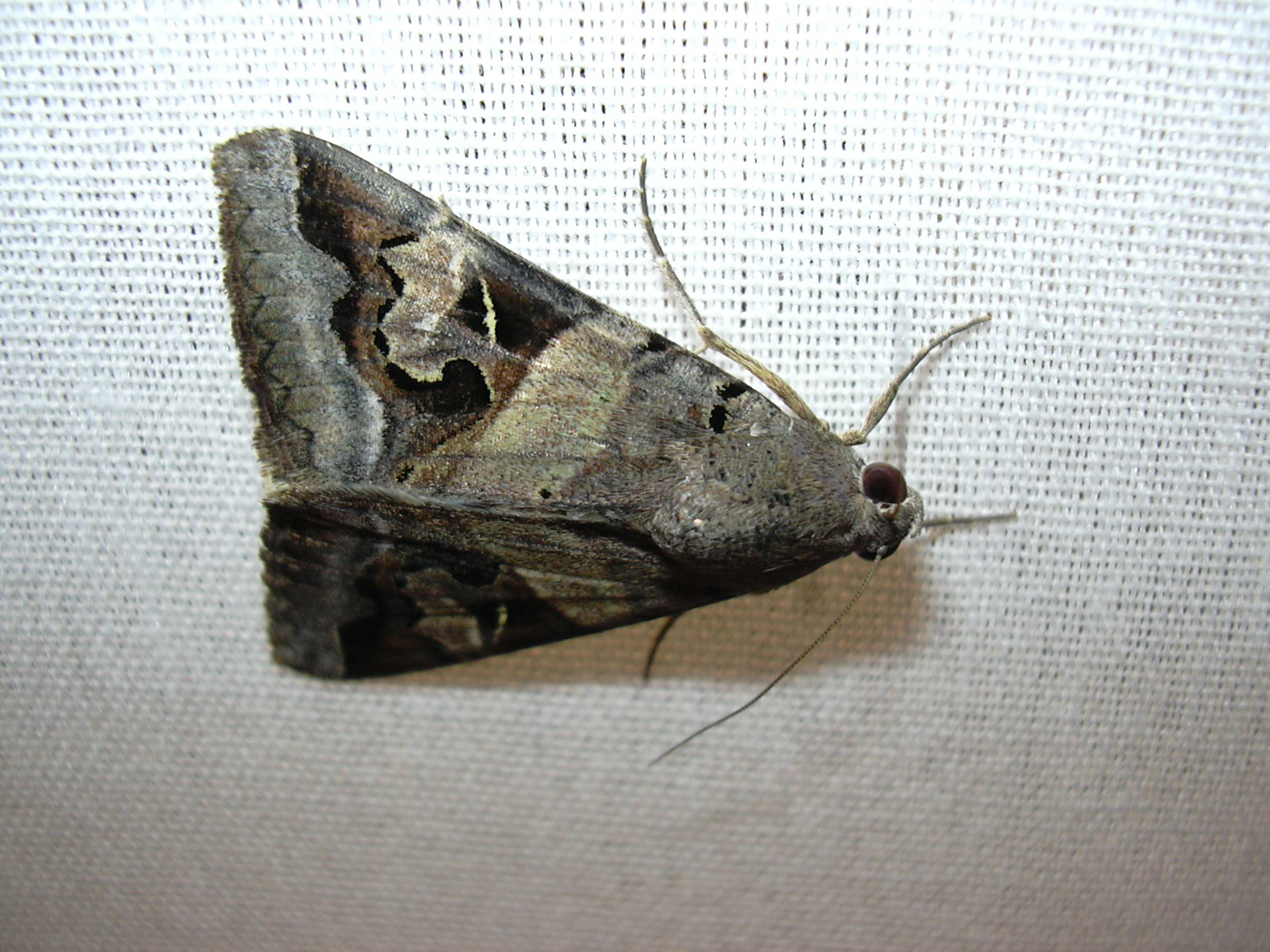
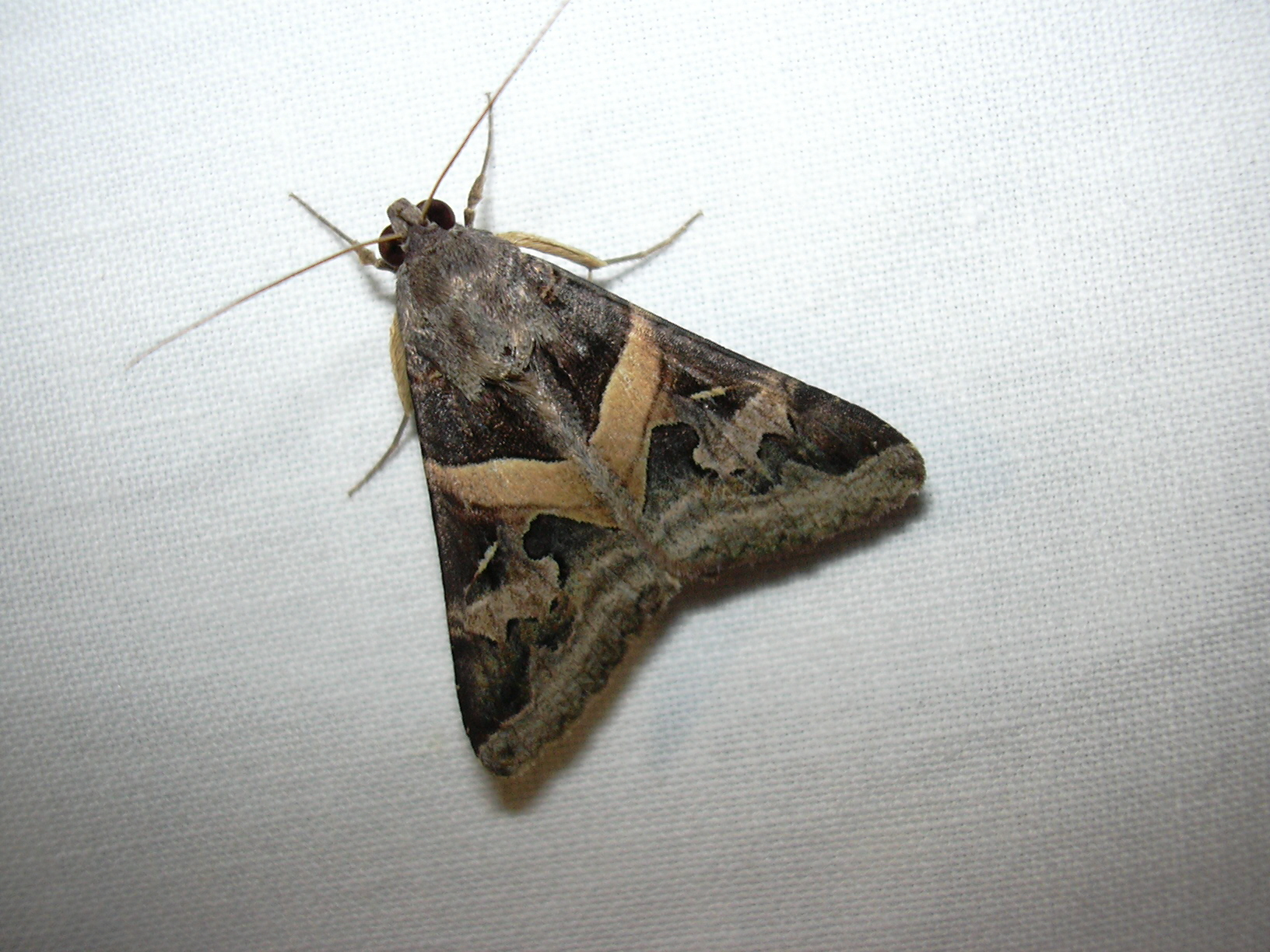

## Dottertaxa tillMelipotis, i alfabetisk ordning[1]
- Melipotis acontioides
- Melipotis agrotipennis
- Melipotis agrotoides
- Melipotis albiterminalis
- Melipotis argos
- Melipotis asinus
- Melipotis bimaculata
- Melipotis bisinuata
- Melipotis bistriga
- Melipotis bivittata
- Melipotis cellaris
- Melipotis cinis
- Melipotis comprehendens
- Melipotis confusa
- Melipotis contorta
- Melipotis cunearis
- Melipotis decreta
- Melipotis disturbans
- Melipotis euryphaea
- Melipotis evelina
- Melipotis excavans
- Melipotis excepta
- Melipotis famelica
- Melipotis fascicularis
- Melipotis fasciolaris
- Melipotis fuscaris
- Melipotis glaucipennis
- Melipotis goniosema
- Melipotis gubernata
- Melipotis hadeniformis
- Melipotis harrisoni
- Melipotis heliothoides
- Melipotis illuminans
- Melipotis imparallela
- Melipotis indistincta
- Melipotis indomita
- Melipotis insipida
- Melipotis januaris
- Melipotis jucunda
- Melipotis leona
- Melipotis leucomelana
- Melipotis limitaris
- Melipotis limitata
- Melipotis lucigera
- Melipotis manipularis
- Melipotis marmoraris
- Melipotis mosca
- Melipotis nebulosa
- Melipotis nigrescens
- Melipotis nigrobasis
- Melipotis novanda
- Melipotis obliquivia
- Melipotis ochreifascia
- Melipotis ochreipennis
- Melipotis ochrodes
- Melipotis parcicolor
- Melipotis parens
- Melipotis perpendicularis
- Melipotis producta
- Melipotis prolata
- Melipotis prunescens
- Melipotis punctifinis
- Melipotis rectifascia
- Melipotis roseata
- Melipotis russaris
- Melipotis separata
- Melipotis simplex
- Melipotis sinualis
- Melipotis sphaerita
- Melipotis stolida
- Melipotis strigifera
- Melipotis striolaris
- Melipotis stygialis
- Melipotis subtilis
- Melipotis surinamensis
- Melipotis surrepens
- Melipotis tenella
- Melipotis terminifera
- Melipotis tetrica
- Melipotis trujillensis
- Melipotis tucumanensis
- Melipotis turbata
- Melipotis walkeri
- Melipotis versabilis